# Nola palliola
Nola palliola är en fjärilsart som beskrevs av Ignaz Schiffermüller 1776. Nola palliola ingår i släktet Nola och familjen trågspinnare. Inga underarter finns listade i Catalogue of Life.